# Цикл прийняття рішень
Цикл ухвалення рішень — це послідовність кроків, що виконуються сутністю на повторюваній основі для ухвалення та впровадження рішень, а також для вивчення результатів. Фраза «цикл ухвалення рішень» використовується для широкої класифікації різних методів ухвалення рішень, починаючи з висхідного потоку до потреб, вниз до результатів і закінчуючи циклічним повторенням, щоб пов'язати результати з потребами.

## Огляд
Необхідність в циклі ухвалення рішень виникає, коли чітко визначена модель ухвалення рішень, яка використовується щоб обрати рішення, а потім результати цього рішення оцінюються щодо очікувань від рішення.
Цей цикл включає визначення бажаних результатів (очікування від рішення), відстеження результатів і оцінку результатів щодо очікувань.

## Приклади циклів ухвалення рішень
- PDCA (Plan–Do–Check–Act)[2] використовується у процесі контроля якості.
- Методи наукового дослідження (спостереження–гіпотеза–експеримент–оцінка) також можна розглядати як цикл ухвалення рішень.[3][4]
- Теорія петлі OODA (спостерігати–орієнтуватися–вирішувати–діяти) У збройних силах Сполучених Штатів розроблена полковником Джоном Бойдом.[5]
- Цикл «Побудувати-Виміряти-Навчитися» у методології ощадливого стартапу[en]. Використовується для керівництва розробкою продукту.[6]
- У сфері менеджменту Герберт А. Саймон запропонував цикл ухвалення рішень із трьох етапів (інформація–розробка–вибір).[7] Набагато пізніше інші вчені розширили його структуру до п'яти кроків (інформація–розробка–вибір–реалізація–навчання).[8]
- У дизайнерському мисленні[en] процес проектування часто розглядається як цикл ухвалення рішень (або цикл проектування), наприклад ETC (Express–Test–Cycle) Роберта Маккіма.[9][4]
- У методі управління часом Getting Things Done робочий процес складається з циклу з п'яти етапів (Збір–Обробка–Упорядкування–Виконання–Перегляд).[10]
- У процесі медсестринства[en] використовується процес ADPIE (Оцінка–Діагностика–Планування–Впровадження–Оцінка).[11] Як альтернатива, модель ASPIRE (Оцінка–Систематична медсестринська діагностика–Планування–Впровадження–Повторна перевірка–оцінка) включає додатковий етап — Повторна перевірка між Впровадженням та Оцінкою.[12]
- У психотерапії транстеоретична модель[en] передбачає п'ять стадій навмисної зміни (передспоглядання–споглядання–підготовка–дія–підтримання). Спочатку ці стадії були задумані як лінійні, але Джон К. Норкросс[en] дослідив, що для багатьох людей ці стадії більш доцільно розглядати як цикл (Психологічна підготовка — Намагання — Наполегливість — Рецидив).[13]
- У USAID використання програмного циклу, «кодифікованого в Автоматизованій системі директив (ADS) 201, є операційною моделлю USAID для планування, реалізації, оцінки та адаптації програм розвитку в певному регіоні або країні для досягнення більш ефективних і стійких результатів з метою просування зовнішньої політики США»[14]. Відповідно, в агентстві існують ресурси щодо циклів адаптивного ухвалення управлінських рішень.[15]